# گانیتکائو
گانیتکائو (گرجی: განითყაუ) یک شهرک در شهرداری کارلی کشور گرجستان است.